# قادرمرز (مقاطعة دهغلان)
قادرمرز (بالفارسية: قادرمرز) هي قرية تقع في قسم ايلان الجنوبي الريفي (مقاطعة دهغلان) في إيران. يقدر عدد سكانها بـ 390 نسمة .